# Cal Farmacèutic (Anglès)
Cal Farmacèutic és un edifici del municipi d'Anglès inclòs en l'Inventari del Patrimoni Arquitectònic de Catalunya.

## Descripció
Es tracta d'un edifici entre mitgeres situat entre el nucli antic i el carrer de la Indústria i cobert amb terrassa que està format per dos cossos: la farmàcia, de planta baixa i coberta d'un vessant, i l'habitatge, de dues plantes.
La planta baixa està formada per un sòcol fet de placats d'obra que unifica i anivella la façana. Sobre d'aquest hi ha un segon sòcol amb decoració de línies horitzontals fins a l'altura de les impostes de les quatre obertures de la façana que acaba amb una falsa cornisa. De les quatre obertures, una és la porta d'accés al pis superior, dues són finestres rectangulars de la farmàcia i l'altra, la porta de la farmàcia. Sobre les finestres de la farmàcia hi ha un enrajolat de color blanc amb decoració central de ceràmica pintada i gravada amb motius apotecaris i alquimistes (iconografia mèdica). Sobre la porta de la farmàcia també hi ha enrajolat blanc, encara que conté les lletres que l'identifiquen com a tal, fetes d'argila cuita i clavades. A més, com a cornisa de la farmàcia, hi ha quatre petits pilars amb teulada de doble vessant.

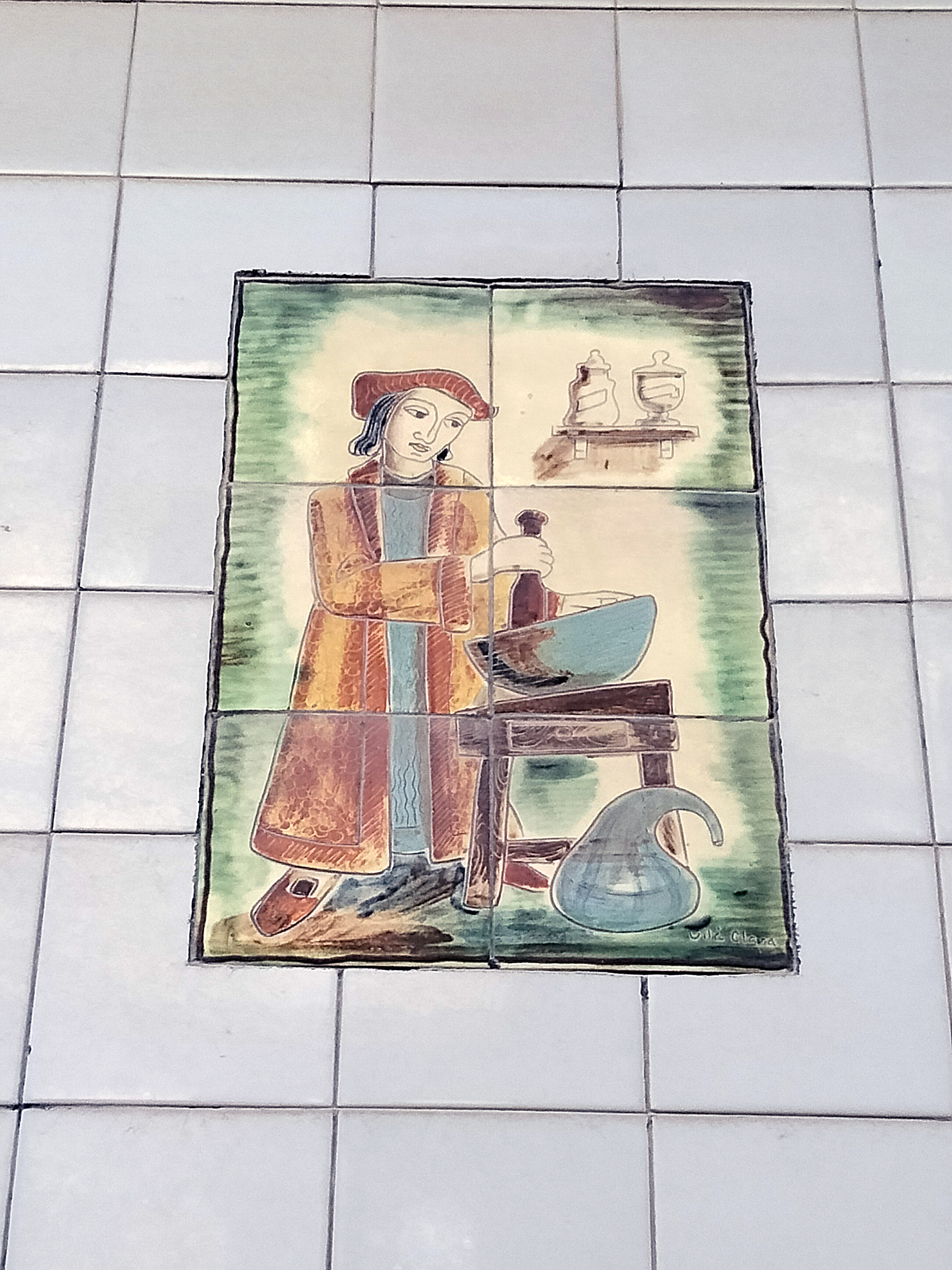
Un dels plafons decoratius de rajoles de la façana

El primer pis està format per un seguit de finestres rectangulars, amb lleugera arcada rebaixada, emmarcades d'obra i amb llindes motllurades emergents que volten l'estructura rectangular de l'habitatge superior a la farmàcia. A la façana principal es presenten tres d'aquestes finestres, unides per una gran balconada decorada amb ferro forjat de motius espirals i que emergeix en la seva part inferior. La barana està fixada a la paret per dos angles o suports de ferro forjat situats entre les finestres que contenen decoració espiral i floral.
El teulat té un doble ràfec o cornisa i una línia de començament de teulada fins a arribar al seguit de pilars que, a diferència dels quatre de baix, estan units per trams de balconada de ferro forjat i motius vegetals cargolats. Els pilars dels angles són més alts que els altres, cosa que, juntament amb les pedres escairades que recorren de dalt a baix els angles de l'edifici, reforça la seva aparença imponent i prestigiosa.